# نانسي اندروز (ممثلة)
نانسي اندروز (بالإنجليزية: Nancy Andrews)‏ هي ممثلة أمريكية، ولدت في 16 ديسمبر 1920 في منيابولس في الولايات المتحدة، وتوفيت في 29 يوليو 1989 في كوينز في الولايات المتحدة بسبب نوبة قلبية. من الجوائز التي نالتها جائزة المسرح العالمي سنة 1950.

## جوائز
- جائزة المسرح العالمي (1950)

## وصلات خارجية
- نانسي اندروز على موقع IMDb (الإنجليزية)
- نانسي اندروز على موقع أول موفي (الإنجليزية)
- نانسي اندروز على موقع قاعدة بيانات برودواي على الإنترنت (الإنجليزية)
- نانسي اندروز على موقع ديسكوغز (الإنجليزية)
- نانسي اندروز على موقع قاعدة بيانات الفيلم (الإنجليزية)